# Fort de Bala Hissar (Peshawar)
Le Bala Hissar ou Bala Hisar (pachto/ourdou/قلعه بالا حصار) est un des plus importants sites historiques de Peshawar, dans la province du Khyber Pakhtunkhwa au Pakistan. Le mot Bala Hissar vient du Dari Persan, signifiant, "fort en hauteur ou surélevé". Ce nom a été donné par le roi  Pashtoun Timour Shah Durrani (1773–1793), qui utilise le fort comme capitale d'hiver de l'empire Durrani, avec la capitale d'été à Kaboul. L'empire sikh qui a conquis Peshawar au début du XIXe siècle l'a renommé Samir Garh en 1834, mais l'usage ne s'est pas répandu.
Le fort est le siège du Frontier Corps depuis 1949.